# Duque de Orleães

De azul, três lises de oiro com um lambel de prata.

Duque de Orleães (em francês:  Duc d'Orléans) é um dos mais importantes títulos nobiliárquicos franceses, remontando pelo menos ao século XIV. Era sempre atribuído a príncipes da família real francesa. Freqüentemente na história de França, o duque d'Orleães teve importante papel político. Os Orleães subiram ao trono com Luís XII (século XV) e Luís Filipe (século XIX). Os descendentes constituem os pretendentes orleanistas do trono francês, sendo o título ostentado por diversos membros da Casa de Orleães, e é utilizado pelo primogênito do conde de Paris.

## Lista dos Duques de Orleães

### Casa de Valois
O primeiro Ducado de Orleães foi criado para Filipe de Valois, sétimo filho de Filipe VI de França e irmão mais novo de João II de França em 1344. Este apanágio fundiu os apanágios de Turene e Valois. No entanto, a primeira linha ducal se encerrou com Filipe, que morreu sem filhos legítimos.
| Nome                                                                       | Imagem                    | Nascimento             | Casamento e descendência                          | Morte                                               |
| -------------------------------------------------------------------------- | ------------------------- | ---------------------- | ------------------------------------------------- | --------------------------------------------------- |
| Filipe de Valois Conde de Valois 1344 — 1376                               | Filipe, Duque de Orleães  | 1 de julho de 1336     | Branca de França 18 de janeiro de 1345 Sem filhos | 1 de setembro de 1376 (40 anos e 2 meses)           |
| Luís de Valois Conde de Valois 1392 — 1407                                 | Luís, Duque de Orleães    | 13 de março de 1372    | Valentina Visconti 17 de agosto de 1389 8 filhos  | 23 de novembro de 1407 (35 anos, 8 meses e 10 dias) |
| Carlos de Valois Conde de Valois 1407 — 1465                               | Carlos, Duque de Orleães  | 24 de novembro de 1394 | Maria de Cleves 27 de novembro de 1440 3 filhos   | 5 de janeiro de 1465 (70 anos, 1 mês e 12 dias)     |
| Luís II de Valois Duque de Milão 4 de janeiro de 1465 — 4 de abril de 1498 | Luís II, Duque de Orleães | 27 de junho de 1462    | Ana da Bretanha 8 de janeiro de 1499 2 filhos     | 1 de janeiro de 1515 (52 anos, 6 meses e 5 dias)    |

### Casa de Valois-Angolema
| Nome                                    | Imagem                        | Nascimento             | Casamento e descendência                                     | Morte                                              |
| --------------------------------------- | ----------------------------- | ---------------------- | ------------------------------------------------------------ | -------------------------------------------------- |
| Henrique I Delfim de França 1519 — 1536 | Henrique I, Duque de Orleães  | 31 de março de 1519    | Catarina de Médici 28 de outubro de 1533 10 filhos           | 10 de julho de 1559 (40 anos, 3 meses e 9 dias)    |
| Carlos II 1536 — 1545                   | Carlos II, Duque de Orleães   | 22 de janeiro de 1522  | — Não se casou.                                              | 9 de setembro de 1545 (23 anos, 7 meses e 18 dias) |
| Luís III 1549 — 1550                    | Luís III, Duque de Orleães    | 3 de fevereiro de 1549 | — Não se casou.                                              | 24 de outubro de 1550 (1 ano, 8 meses e 21 dias)   |
| Carlos III 1550 — 1560                  | Carlos III, Duque de Orleães  | 27 de junho de 1550    | Isabel da Áustria 26 de novembro de 1570 1 filho             | 30 de maio de 1574 (23 anos, 11 meses e 3 dias)    |
| Henrique II 1560 — 1566                 | Henrique II, Duque de Orleães | 19 de setembro de 1551 | Luísa de Lorena-Vaudémont 14 de fevereiro de 1575 Sem filhos | 2 de agosto de 1589 (37 anos, 10 meses e 14 dias)  |

### Casa de Médici
Após a troca de apanágios de Henrique, Carlos IX transferiu o Ducado de Orleães para sua mãe Catarina de Médici, anterior Rainha da França, como reconhecimento por seu papel como regente, principalmente na resolução das guerras religiosas. Catarina foi a única Duquesa de Orleães suo jure, estando portanto incluída entre os Duques.
| Nome                                   | Imagem             | Nascimento          | Casamento e descendência                           | Morte                                             |
| -------------------------------------- | ------------------ | ------------------- | -------------------------------------------------- | ------------------------------------------------- |
| Catarina Duquesa de Urbino 1566 — 1589 | Catarina de Médici | 13 de abril de 1519 | Henrique de Valois 28 de outubro de 1533 10 filhos | 5 de janeiro de 1589 (69 anos, 8 meses e 23 dias) |

### Casa de Bourbon-Orleães
| Nome                                           | Imagem                                | Nascimento                                       | Casamento e descendência                                    | Morte                                              |
| ---------------------------------------------- | ------------------------------------- | ------------------------------------------------ | ----------------------------------------------------------- | -------------------------------------------------- |
| Nicolau Henrique 1607 — 1611                   | Nicolau Henrique, Duque de Orleães    | 16 de abril de 1607                              | — Não se casou.                                             | 17 de novembro de 1611 (4 anos, 7 meses e 1 dia)   |
| Gastão 1626 — 1660                             | Gastão João, Duque de Orleães         | 24 de abril de 1608                              | Maria de Bourbon 6 de agosto de 1626 6 filhos               | 2 de fevereiro de 1660 (51 anos, 9 meses e 9 dias) |
| Filipe I 1661 — 1701                           | Filipe I, Duque de Orleães            | 21 de setembro de 1640                           | Henriqueta Ana da Inglaterra 31 de março de 1661 7 filhos   | 9 de junho de 1701 (60 anos, 8 meses e 19 dias)    |
| Filipe II 1701 — 1723                          | Filipe II, Duque de Orleães           | 2 de agosto de 1674                              | Francisca Maria de Bourbon 9 de janeiro de 1692 8 filhos    | 2 de dezembro de 1723 (49 anos e 4 meses)          |
| Luís 1723 — 1752                               | Luís, Duque de Orleães                | 4 de agosto de 1703                              | Francisca Maria de Bourbon 9 de janeiro de 1692 8 filhos    | 4 de fevereiro de 1752 (48 anos e 6 meses)         |
| Luís Filipe I 1752 — 1785                      | Luís Filipe I, Duque de Orleães       | 12 de maio de 1725                               | Luísa Henriqueta de Bourbon 17 de dezembro de 1743 2 filhos | 18 de novembro de 1785 (60 anos, 6 meses e 6 dias) |
| Luís Filipe II 1785 — 1793                     | Luís Filipe II, Duque de Orleães      | 13 de abril de 1747                              | Luísa Maria de Bourbon 8 de maio de 1768 5 filhos           | 6 de novembro de 1793 (46 anos, 6 meses e 24 dias) |
| Luís Filipe III 1793 — 1830                    | Luís Filipe III, Duque de Orleães     | 6 de outubro de 1773                             | Maria Amélia de Nápoles 25 de novembro de 1809 10 filhos    | 26 de agosto de 1850 (76 anos, 10 meses e 20 dias) |
| Fernando Filipe 1830 — 1842                    | Fernando Filipe, Duque de Orleães     | 3 de setembro de 1810                            | Helena de Mecklemburgo-Schwerin 30 de maio de 1837 2 filhos | 13 de julho de 1842 (31 anos, 10 meses e 10 dias)  |
| Luís Filipe Roberto 1869 — 1926                | Luís Filipe Roberto, Duque de Orleães | 24 de agosto de 1869                             | Maria Doroteia da Áustria 5 de novembro de 1896 2 filhos    | 28 de março de 1926 (56 anos, 7 meses e 4 dias)    |
| Jaime João Príncipe de Orleáns 1941 — presente | Jaime, Duque de Orleães               | 25 de junho de 1941 (83 anos, 9 meses e 26 dias) | Françoise de Sabran-Pontèves 3 de agosto de 1969 3 filhos   |                                                    |

## Heráldica
Brasões de armas usados pelos duques de Orleães, ao longo dos tempos.

Filipe de Valois: de azur semeado de flores de liz de ouro com um lambel composto de gules e prata.
Até ao século XIV: de azur semeada de flores de liz de oro com um lambel de prata.
Os Valois-Orleães, Duques de Milão (1447-1525): Esquartelado, no primeiro e no quarto de azur com três flores de liz de ouro, colocadas em 2 e 1, com um lambel de prata; no segundo e no terceiro, de prata com uma serpe de azur coroada de ouro engolindo uma criança de carnação.
A partir do século XIV: de azur com três flores de liz de ouro, colocadas em 2 e 1, com um lambel de prata.